# Péptido natriurético auricular
El péptido natriurético auricular (ANP), factor natriurético atrial (ANF), hormona natriurética atrial (ANH), o atriopeptina es un polipéptido estrechamente relacionado con el control homeostático del agua corporal, sodio, potasio y tejido adiposo. Es liberado por las células musculares de la aurícula cardíaca (miocitos auriculares), como respuesta al aumento de la presión arterial. El ANP actúa con el fin de reducir el agua, sodio y grasa del tejido adiposo en el sistema circulatorio reduciendo así la presión arterial.

## Estructura
El ANP es un péptido de 28 aminoácidos con un cuadrilátero de 17 aminoácidos en el centro de la molécula. El anillo está constituido por un enlace disulfuro entre dos residuos de cisteína en posiciones 7 y 23. EL ANP está estrechamente relacionado con el BNP (péptido natriurético cerebral) y CNP (péptido natriurético tipo C), los cuales comparten el mismo anillo de aminoácidos. EL ANP fue descubierto en 1981 en Kingston, Ontario, Canadá, por un equipo de científicos dirigido por Adolfo J. de Bold después de que se hizo la observación original que la inyección de extractos de tejido auricular (pero no del ventrículo izquierdo) en ratas causó natriuresis abundante.

## Producción
El ANP es producido, almacenado y liberado por miocitos cardíacos de las aurículas del corazón. Es liberado en respuesta al estiramiento auricular y una variedad de otras señales inducidas por hipervolemia, ejercicio o la restricción calórica. La hormona es expresada constitutivamente en las aurículas en respuesta a la tensión inducida por el aumento de la precarga (flujo de sangre que le entra al corazón por retorno venoso) generando una distensión mayor de las paredes auriculares. ANP es secretado en respuesta a:
- La distensión auricular, estiramiento de las paredes de los vasos.
- La estimulación de los receptores β-adrenérgicos
- La concentración elevada de sodio (hipernatremia), aunque la concentración de sodio no es el estímulo directo para el aumento de la secreción de la ANP.
- La angiotensina II
- La endotelina, un potente vasoconstrictor

Respecto al ANP, existe evidencia que también es producido, a menor escala en el SNC, específicamente en el cerebro.
En particular, aumenta la secreción de la ANP en respuesta a la inmersión del cuerpo en el agua, lo que provoca estiramiento auricular debido a una alteración de la distribución del líquido intravascular. La secreción de la ANP en respuesta al ejercicio también se ha demostrado en caballos.

## Receptores
Se han identificado tres receptores de superficie celular a los que se une los péptidos natriuréticos:
- Guanililciclasa •-A (GC-A) también conocido como receptor del péptido natriurético-A (NPRA / ANPA) o NPR1
- Guanililciclasa •-B (GC-B), también conocido como receptor del péptido natriurético B (NPRB / ANPB) o NPR2
- Receptor de remoción de péptido natriurético (NPRC / ANPC) o NPR3.

Los receptores tienen en su dominio intracelular la actividad guanilato ciclasa que generará, tras su unión al ANP, el segundo mensajero GMP cíclico. NPR-C funcionando principalmente como un receptor de liquidación por la unión y la retención de ANP de la circulación. Todos los péptidos natriuréticos están rodeados por el NPR-C. El péptido natriurético auricular y el cerebral unen y activan el GC-A, mientras que el CNP une y activa el GC-B. 

### Efectos fisiológicos
Los ANP se unen a un juego específico de receptores, los receptores - ANP. Algunos de los receptores de unión provocan una reducción del volumen de sangre y por tanto una reducción en el gasto cardíaco y la presión arterial sistémica. Se incrementa la lipólisis y la reabsorción renal de sodio disminuye. El efecto general de la ANP en el cuerpo es para combatir el aumento de la presión arterial y el volumen causado por el sistema renina-angiotensina. 
Renal
- Dilata la arteria aferente glomerular, se contrae la arteria eferente glomerular y relaja las células mesangiales. Esto aumenta la presión en los capilares glomerulares, lo que aumenta la tasa de filtración glomerular (TFG), produciendo una mayor secreción de sodio y agua.
- Aumenta el flujo sanguíneo a través de los vasos rectos que eliminaran los solutos (NaCl y urea) del intersticio medular. La baja osmolaridad del intersticio medular conduce a una menor reabsorción del líquido tubular y a un aumento de la excreción.
- Inhibe la secreción de renina, lo cual inhibe el sistema renina- angiotensina.
- Reduce la secreción de aldosterona por la corteza suprarrenal.
- Disminuye la reabsorción de sodio en el túbulo contorneado distal y conducto colector cortical de la nefrona a través de la guanina 3´- 5´, monofosfato cíclico (GMPc) dependiente de la fosforilación.

Sistema vascular
Relaja el músculo liso vascular en las arterias y venas gracias a:
- Receptores de membrana, mediados por la elevación del músculo liso vascular-
- La inhibición de los efectos de las catecolaminas.

Cardíaco
- Inhibe la hipertrofia cardíaca.
- Los ratones que carecen de NPRA cardíaco tienden a desarrollar masa cardíaca y un aumento de la fibrosis severa y por tanto morir súbitamente.
- Re-expresión de la NPRA que recupera el fenotipo.

Puede estar asociada con amiloidosis auricular aislada

Tejido adiposo
- Aumenta la lipólisis, causando por tanto un aumento en la liberación de Ác.Grasos del tejido adiposo. Las concentraciones plasmáticas de glicerol y ácidos grasos no esterificados se incrementan como consecuencia de una infusión intravenosa de la ANP en los seres humanos.
- Activa adipocito tipo membrana plasmática A guanilato ciclasa receptores NPR-A
- Aumenta los niveles de GMPc intracelular que inducen a la fosforilación de la lipasa sensible a hormonas y perilipina A, a través de la activación de un cGMP dependiente de la proteína quinasa 1.
- No modula la producción de cAMP o de la actividad de PKA.

## Degradación
La regulación de los efectos de la ANP se logra a través de la degradación progresiva del péptido por la enzima endopeptidasa neutral (NEP). Recientemente, se han desarrollado inhibidores de la NEP si bien no han sido autorizados. Ellos pueden llegar a ser clínicamente útiles en el tratamiento de la enfermedad cardíaca congestiva.
-Otros factores natriuréticos
Además de ciertos mamíferos que presentan péptidos natriuréticos, han sido aislados en el resto del reino animal ciertos péptidos con estructura y propiedades similares. Teryonen (1998) encontró dichos péptidos en animales como el salmón o en la mamba verde, una especie de serpiente africana.

## Uso clínico
Utilizada en conjunto con otra información clínica, la medición del péptido natriurético tipo B  puede ayudar a determinar que la disnea de un paciente puede estar causada por la insuficiencia cardíaca congestiva, donde los niveles de BNP son elevados. Esta prueba de laboratorio se ha convertido en un valioso y efectivo método para el diagnóstico de la enfermedad en aquellos pacientes que acuden a urgencias con disnea aguda. Valores de referencia para el BNP entre 0.5 y 30 pg/ml; y entre 68 y 112 pg/ ml para el NT-proBNP.

## La modulación farmacológica
La endopeptidasa neutra (NEP) es la enzima que metaboliza los péptidos natriuréticos. Actualmente se están desarrollando varios de los inhibidores de la NEP para el tratamiento de trastornos que van desde la hipertensión a la insuficiencia cardíaca, siendo la mayoría de ellos inhibidores duales. El omatrilato ( inhibidor dual de la NEP y la enzima transformadora de angiotensina) desarrollado por BMS no ha recibido la aprobación de la FDA debido a la falta de seguridad total del angiodema. Otros inhibidores duales de la NEP unidos a receptores de anqiotensina están siendo desarrollados en la actualidad por distintas compañías farmacéuticas.